# 桑多萊爾河
46°30′58″N 6°21′44″E / 46.51624°N 6.36212°E

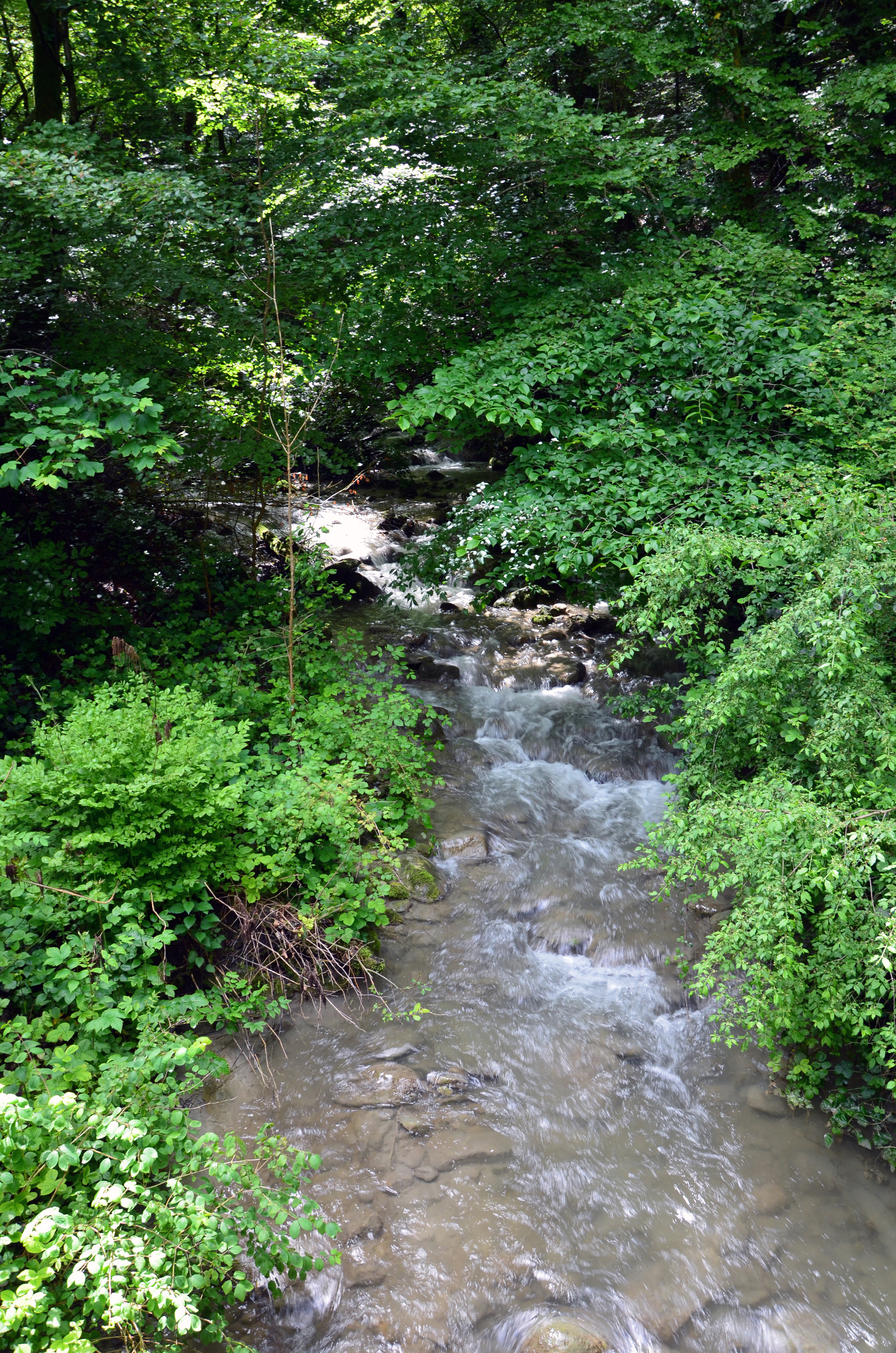

桑多萊爾河是瑞士的河流，位於該國西部，流經沃州，屬於歐博訥河的支流，處於汝拉山地區，河道全長3公里，河口處在歐博訥西北面。